# Mazda MX-5
Mazda MX-5 / Miata — родстер, появившийся в 1989 году, выпускающийся компанией Mazda. Автомобиль характерен низким весом, двигателем внутри колёсной базы, задним приводом и простотой конструкции.

## Первое поколение (NA)
Первое поколение было показано 10 февраля 1989 года на автосалоне в Чикаго, с ценой в США $14000. Начало производства: Май 1989 (США, Канада); 1 сентября 1989 года (Япония); 1990 год (Европа).
Кузов NA был цельнометаллический стальной, капот алюминиевый. Весил он 980 кг. Коэффициент сопротивления был указан как 0,38. Подвеска была независимой, с рычагами на всех четырех колесах, со стабилизатором поперечной устойчивости спереди и сзади.
MX-5 поставлялся с 1,6 литровым двигателем, мощностью 116 л.с, система питания — распределенный впрыск. Этот двигатель, под кодовым названием B6ZE(RS), был специально разработан для MX-5. Он имел облегченный коленвал, маховик и алюминиевый картер с ребрами охлаждения. Производство первого поколения закончилось в 1997 году 
В музыкальной культуре
Данная модель Мазды также выступила в музыкальном клипе российского музыканта Михея под названием "Сука Любовь"

## Второе поколение (NB)
Второе поколение было показано в октябре 1997 года, в 1998 году поступило в продажу.
В NB продолжали использовать независимую подвеску всех четырех колес, со стабилизаторами поперечной устойчивости большего диаметра спереди и сзади, но колеса, шины и тормоза были существенно модернизированы: антиблокировочная тормозная система была предложена в качестве опции; литые диски в настоящее время 14 дюймов (360 мм) или 15 (380 мм) в диаметре и 6 дюймов (150 мм) в ширину, в зависимости от отделки пакета; спортивные модели были оснащены колесами и шинами большего размера - 195/50VR15. Продажи второго поколения прекратились в 2005 году.

### Безопасность
Автомобиль прошёл тест Euro NCAP в 2002 году:
| Euro NCAP                                  | Euro NCAP | Euro NCAP | Euro NCAP |
| ------------------------------------------ | --------- | --------- | --------- |
| Рейтинги                                   | Пассажир  |           | 25        |
| Рейтинги                                   | Пешеход   |           | 7         |
| Протестированная модель: Mazda MX-5 (2002) |           |           |           |

## Третье поколение (NC)
Третье поколение было показано 17 мая 2005 года.
MX-5 NC поставлялся в США с 16-клапанным 2,0-литровым двигателем, мощностью в 170 л.с, в сочетании либо с 5-ступенчатой или 6-ступенчатой МКП. В Австралии предлагался 2.0 MZR Л (120 у.е. в), мощностью 118 кВт (158 л.с.) и 188 Нм (139 фунт·фут) и 6-ступенчатой коробкой передач, где дифференциал повышенного трения являлся стандартным. В Европе, предлагались два двигателя: 2.0 Л (120 у.е. в) MZR мощностью 158 л.с. (118 кВт) и 188 Нм (139 фунт·фут), в сочетании с 6-ступенчатой МКПП; и новый 1.8 Л (110 у.е. в) MZR, мощностью 126 л.с. (94 кВт) и 167 Нм (123 фунт·фут), в сочетании с 5-ступенчатой МКПП.

### Рестайлинг 2008
В 2008 году MX-5 прошёл рестайлинг. Изменениям подверглись: решётка радиатора, диктор, противотуманные фары, боковые пороги (молдинги), задний бампер и задние фонари. Продажи MX-5 NC закончились в 2015 году.

## Четвёртое поколение (ND)
3 сентября 2014 года Mazda показала четвёртое поколение MX-5. Дизайн в рамках фейслифтинга практически не изменился; рестайлинговая MX-5 получила новую, более широкую решётку радиатора, другой передний бампер и другие противотуманные фары. Обновленный автомобиль получил технологию SkyActiv. Новое поколение МХ-5 разработано совместно с итальянской компанией Fiat. Родстер стал соплатформенным с новым Fiat 124 Spider .

### Безопасность
Новый MX-5 получила премию Euro NCAP как лучший автомобиль в своём классе.
| Euro NCAP                                                | Euro NCAP | Euro NCAP | Euro NCAP             |
| -------------------------------------------------------- | --------- | --------- | --------------------- |
| · общий рейтинг                                          |           |           |                       |
| 84%                                                      | 80%       | 93%       | 64%                   |
| взрослый пассажир                                        | ребёнок   | пешеход   | активная безопасность |
| Протестированная модель: Mazda MX-5 1.5 SE-L, RHD (2015) |           |           |                       |